# Eva Rechel-Mertens
Eva Rechel-Mertens, née Eva Mertens le 7 mars 1895 à Perleberg et morte le 12 octobre 1981 à Heidelberg, est une philologue et traductrice allemande.

## Biographie
Eva Rechel-Mertens grandit à Francfort-sur-l'Oder et étudie la philologie romane, l'allemand et l'anglais dans les universités de Berlin et de Marbourg. En 1925, elle prépare sa thèse de philosophie sous la direction de Ernst Robert Curtius à Marbourg, thèse qui a pour titre Balzac et les beaux-arts. De 1930 à 1955, elle travaille comme assistante de Curtius au séminaire d'études romanes à l'Université de Bonn ainsi que parfois en tant que lectrice à l'Université de Heidelberg. En parallèle elle publie des traductions du français depuis la fin des années 1920. En 1938, elle épouse l'ingénieur Georg Rechel.
Eva Rechel-Mertens traduit des œuvres de Balzac, Roger Martin du Gard, Julien Green, Jean-Paul Sartre et Simone de Beauvoir. Elle traduit également des œuvres de Federico Fellini de l'italien. Son œuvre majeure est la traduction de À la recherche du temps perdu de Proust, commencée en 1953, achevée en seulement quatre ans et publiée par la maison d'édition Suhrkamp. Les précédentes traductions allemandes du roman de Proust n'avaient pu être conduites à leur terme. Une première traduction de Rudolf Schottlaender en 1926 publiée par la maison d'édition Die Schmiede est si violemment critiquée par Curtius, que l'éditeur engage d'autres traducteurs pour le tome suivant (Walter Benjamin et Franz Hessel). À la suite de la faillite de Die Schmiede, c'est l'éditeur Piper qui publie le troisième tome. Ce n'est qu'en 1953 que l'éditeur Suhrkamp fait une nouvelle tentative et choisit Eva Rechel-Mertens. Sa traduction est largement saluée au moment de la publication, et fait l'objet de plusieurs commentaires critiques.
Eva Rechel-Mertens reçoit le Prix de la critique allemande (Deutscher Kritikerpreis) en 1957 et le Prix Johann-Heinrich-Voß pour la traduction en 1966. Ses archives (correspondance et manuscrits) sont conservées aux Archives littéraires allemandes de Marbach.

## Publications
- Balzac et les beaux-arts, Marbourg, 1925 (sous le nom d'Eva Rechel, thèse)

Traductions
- Roger Martin du Gard : Die Thibaults (Les Thibault), Wien, 1928 (sous le nom de Eva Mertens)
- Roger Martin du Gard : Jean Barois, Wien 1930 (sous le nom de Eva Mertens)
- Pierre Viénot : Ungewisses Deutschland, Frankfurt 1931 (sous le nom de Eva Mertens)
- Roger Martin du Gard : Kleine Welt (Vieille France), Berlin 1935 (sous le nom de Eva Mertens)
- Marie Gevers : Die Deichgräfin (La Comtesse des digues), Leipzig 1936 (sous le nom de Eva Mertens)
- Marie Gevers : Die glückhafte Reise (Le voyage de frère Jean), Leipzig 1937 (sous le nom de Eva Mertens)
- Marie Gevers : Die Lebenslinie (La Ligne de vie), Leipzig 1938 (sous le nom de Eva Mertens)
- Marie Gevers : Versöhnung (Paix sur les champs), Leipzig 1943
- Simone de Beauvoir : Alle Menschen sind sterblich (Tous les hommes sont mortels), Stuttgart 1949
- Simone de Beauvoir : Das andere Geschlecht (Le deuxième Sexe), Hambourg 1951 (traduit avec Fritz Montfort)
- Marie Gevers : Hohe Düne (Château de l'Ouest), Bamberg 1951
- Jean-Paul Sartre : Der Teufel und der liebe Gott, Hamburg 1951
- Honoré de Balzac : Meisternovellen, Zurich 1953
- Simone de Beauvoir : Sie kam und blieb (L'invitée), Hambourg 1953
- Marcel Proust : Auf der Suche nach der verlorenen Zeit (À la recherche du temps perdu), Frankfurt
  - In Swanns Welt (Du côté de chez Swann), 1953
  - Im Schatten junger Mädchenblüte (À l'ombre des jeunes filles en fleur), 1954
- Roger Hauert : Walter Gieseking, Genf 1954
- Roger Hauert : Wilhelm Furtwängler, Genf 1954
- Roger Hauert : Wilhelm Kempff, Genf 1954
- Marie Gevers : Das Blumenjahr (L'herbier légendaire), Bamberg 1955
- Roger Hauert : Carl Schuricht, Genf 1955
- Roger Hauert : Edwin Fischer, Genf 1955
- Marcel Proust : Auf der Suche nach der verlorenen Zeit (À la recherche du temps perdu), Frankfurt
  - Die Welt der Guermantes (Le côté de Guermantes), 1955
  - Sodom und Gomorra (Sodome et Gomorrhe), 1955
  - Die Gefangene (La prisonnière), 1956
  - Die Entflohene (Albertine disparue), 1957
  - Die wiedergefundene Zeit (Le temps retrouvé), 1957
- François-Régis Bastide : Mariannosch (Flora d'Amsterdam), Wurtzbourg 1958
- Claude Mauriac : Marcel Proust in Selbstzeugnissen und Bilddokumenten (Marcel Proust par lui-même), Hamburg 1958
- Luce Rigaux : Spiegelspiele, Würzburg 1959
- Claude Simon : Der Wind, München 1959
- Francis Walder : Die Unterhändler, Würzburg 1959
- Simone de Beauvoir : Memoiren einer Tochter aus gutem Hause (Mémoires d'une jeune fille rangée), Reinbek 1960
- Gérard de Nerval : Aurelia und andere Erzählungen, Zürich 1960 (sous le nom de Eva Rechel)
- Émile Zola : Madame Sourdis, Berlin 1960 (sous le nom de Eva Rechel)
- Stendhal : Die Cenci und andere Erzählungen, Zürich 1961
- Jean-Paul Sartre : Die Fliegen. Die schmutzigen Hände, Reinbek 1961 (avec la collaboration de Gritta Baerlocher)
- Alfred Kern : Der Clown (Le clown), Reinbek 1962
- Yves Régnier : Besuch bei Jeanne, Würzburg 1962
- Julien Green : Leviathan, Köln 1963
- Roger Martin du Gard : Enge Verhältnisse (contient 2 nouvelles : La confidence africaine et Vieille France), Wien 1963 (avec la collaboration de Christoph Schwerin)
- Arthur de Gobineau : Die Plejaden (Les Pléiades), Zürich 1964
- Julien Green : Aufbruch vor Tag (Partir avant le jour), Köln 1964
- Alfred Kern : Das zerbrechliche Glück (Le bonheur fragile), Reinbek 1964
- Julien Green : Adrienne Mesurat, Köln 1965
- Julien Green : Tausend offene Wege (Mille Chemins ouverts), Köln 1965
- François Mauriac : De Gaulle, Berlin 1965
- Marcel Proust : Jean Santeuil, 2 Bde. Frankfurt 1965
- Gustave Flaubert : Drei Erzählungen (Trois Contes), Zürich 1966
- Julien Green : Fernes Land (Terre lointaine), Köln  1966
- Julien Green : Treibgut (Epaves), Köln 1967
- Honoré de Balzac : Eine dunkle Affäre (Une ténébreuse affaire), Zurich 1968 (sous le nom d'Eva Rechel)
- Eugène Labiche : Ein Florentinerhut (Un chapeau de paille d'Italie), Reinbek 1968
- Benjamin Constant : Benjamin Constant, Berlin 1970
- Marthe Bibesco : Begegnung mit Marcel Proust (Rencontre avec Marcel Proust), Francfort-sur-le-Main 1972
- Albert Camus : Der glückliche Tod (La mort heureuse), Reinbek 1972
- Julien Green : Mont-Cinère, Köln 1972
- Pierre Goubert : Ludwig XIV. und zwanzig Millionen Franzosen (Louis quatorze et vingt millions de français), Berlin 1973
- Über Molière, Zürich 1973
- Simone de Beauvoir : Alles in allem (Tout compte fait), Reinbek 1974
- Julien Green : Die Nacht der Phantome (La nuit des fantômes), München 1975
- Stendhal : Novellen, Leipzig 1975 (avec la collaboration de Reinhard Kilbel)
- Jules Verne : Das erstaunliche Abenteuer der Expedition Barsac, Zürich 1978
- Angelo Rinaldi : Les dames de France, Frankfurt am Main 1979
- Jean-Edern Hallier : Der zuerst schläft, weckt den anderen (Le premier qui dort réveille l'autre), Frankfurt am Main 1980
- Julien Green : Junge Jahre (Jeunes années), Köln 1986